# Čekist
Čekist (rusko Чекист) je film ruskega režiserja Aleksandra Rogožkina. Leta 1992 je bil uvrščen na festival v Cannesu.
Filozof Jože Hrovat je v članku Uporabna vrednost stranke SDS zapisal, da film - za razliko od Življenja drugih (Das Leben der Anderen) - prikaže brutalnost boljševiške ČEKA v Rusiji, ob kateri gledalec ne pretaka le solz, ampak doživi živčni zlom.

## Zasedba
- Igor Sergeyev - Andrey Srubov
- Aleksei Poluyan - Pepel
- Mikhail Vasserbaum - Isaac Katz
- Sergei Isavnin - Khudonogov
- Vasili Domrachyov - Solomin
- Aleksandr Medvedev (actor)|Aleksandr Medvedev - Mudynya
- Aleksandr Kharashkevich - Boje
- Igor Golovin - The Commandant
- Nina Usatova - The Sweeper
- Viktor Khozyainov - (kot V. Khozyajnov)
- Ivan Shvedoff
- Tatjana Zhuravleva